# 北勝府
北勝府，元憲宗三年善巨郡酋高俊內附，至元十五年立為施州，十七年改為北勝州，二十年升為北勝府，明代屬雲南承宣布政使司，在麗江之東，洪武十五年三月為府，領永寧州、浪渠州（蒗蕖州）、順州，尋降為北勝州，屬鶴慶府，治所在今雲南省永勝縣附近地方。